# Julie Taymor

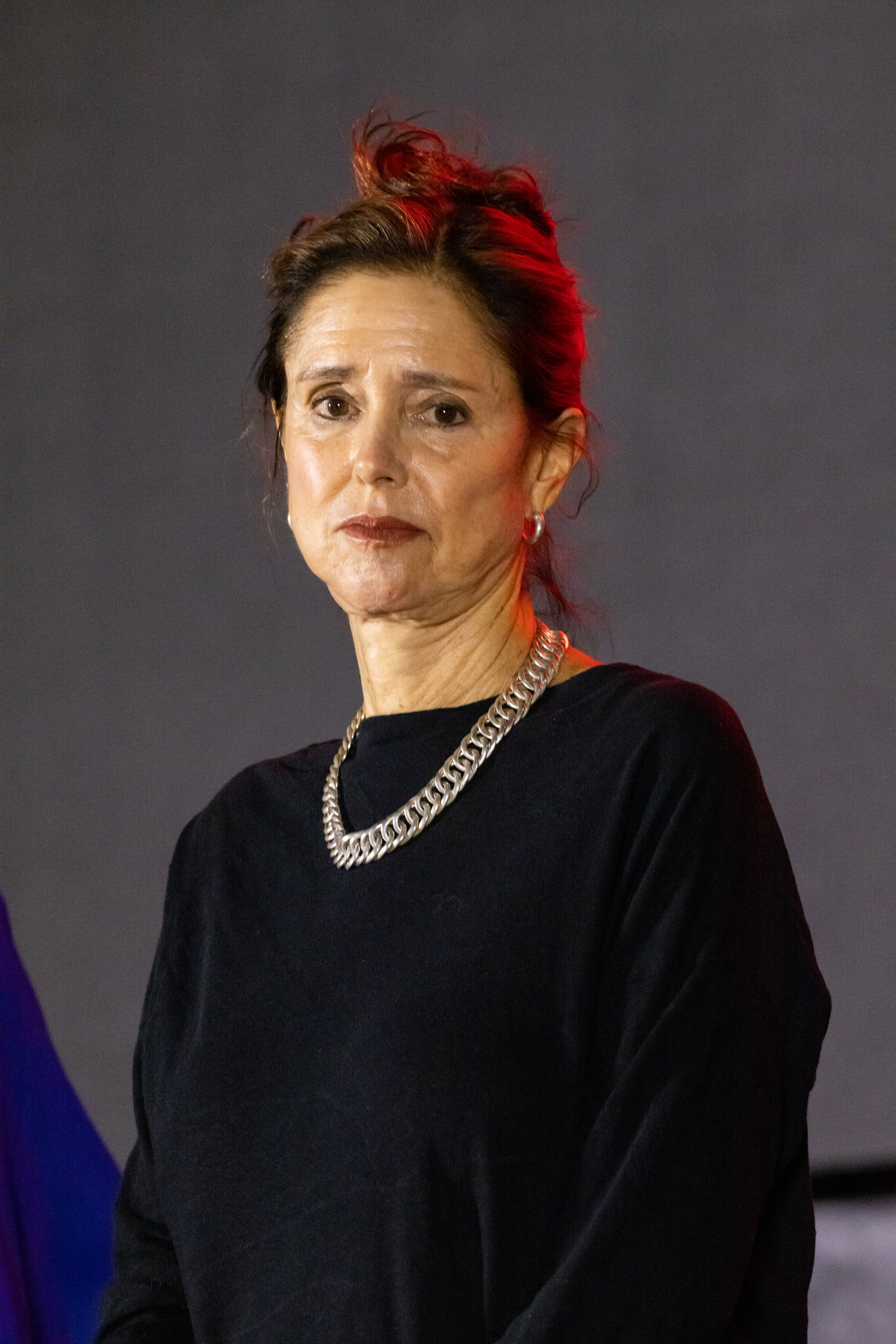
Julie Taymor (2022)

Julie Taymor (* 15. Dezember 1952 in Newton, Massachusetts) ist eine US-amerikanische Regisseurin.

## Leben
Julie Taymor stammt aus einem jüdischen Elternhaus. Sie ist die Tochter einer Lehrerin für Politikwissenschaften und eines Gynäkologen. Als 15-Jährige nahm sie an Theaterworkshops in Boston teil und noch vor ihrem 18. Lebensjahr studierte sie bei Jacques Lecoq in Paris. Anschließend besuchte sie ab 1970 das College in Oberlin (Ohio). Nach dem Collegeabschluss ging sie zu Studienzwecken auf die japanische Insel Awaji-shima, um ihr Wissen über experimentelles und visuelles Theater zu erweitern.
Ihren Durchbruch als Theaterkünstlerin am Broadway hatte Taymor 1997 mit der Uraufführung des Musicals Der König der Löwen. Für ihre Inszenierung und die Kostüme wurde sie jeweils mit dem Tony Award ausgezeichnet, außerdem erhielt sie dafür 1999 den Critics’ Circle Theatre Award. 2010 führte sie bei den Proben zur Musical-Adaption von Spider-Man: Turn Off the Dark am Broadway Regie, nicht jedoch bei der Premiere am 14. Juni 2011.
Als Filmregisseurin erreichte sie internationale Aufmerksamkeit durch ihre Shakespeare-Adaption von Titus mit Anthony Hopkins in der Titelrolle. 2005 inszenierte sie für die Metropolitan Opera Mozarts Zauberflöte.
Julie Taymor ist seit mehr als 20 Jahren mit dem Komponisten Elliot Goldenthal liiert, der auch die Musik zu ihren Filmen schrieb.
1991 erhielt sie das Stipendium als MacArthur Fellow.

## Filmografie
- 1999: Titus
- 2002: Frida
- 2007: Across the Universe
- 2010: The Tempest – Der Sturm (The Tempest)
- 2014: Julie Taymor’s A Midsummer Night’s Dream
- 2020: The Glorias